# Wachtel Andor
Wachtel Andor (Budapest, Erzsébetváros, 1898. október 16. – Spanyolország, 1938.) tisztviselő, a spanyol polgárháború résztvevője.

## Élete
Wachtel Mózes Gyula kereskedősegéd és Ungár Lina fia. Fiatalon bekapcsolódott a munkásmozgalomba, s tagja lett a Kommunisták Magyarországi Pártjának. A Horthy-korszakban többször letartóztatták, s elítélték. Először 1922-ben a KMP újjászervezésére irányuló tevékenysége miatt. 1926-ban ismét letartóztatták, a kommunista párt tevékenységében való részvétel miatt. 1930-ban háromszor is letartóztatták; röpiratterjesztésért, kommunista szervezkedésért. 1933-ban kétszer tartóztatták le; baloldali kijelentései, illetve a „szakszervezeti ellenzéki mozgalomban kifejtett tevékenység” miatt. Egy ideig rendőri megfigyelés alatt állt. A spanyol polgárháború kitörése után Spanyolországba ment, s részt vett a harcokban. 1938-ban halt meg az aragóniai harcokban.